# 格里芬氏鸚竺鯛
格里芬氏鸚竺鯛（學名：Ostorhinchus griffini），又稱格里芬氏鸚天竺鯛，為輻鰭魚綱鈎頭魚目天竺鯛科鸚竺鯛屬下的一個種，分布於中西太平洋菲律賓、馬來西亞、印尼及汶萊海域，深度2至10公尺，本魚體呈橢圓形，體稍側扁，頭大、眼大、口大且斜裂，頜齒細小，鰓蓋骨後緣棘不發達，體被弱櫛鱗，頭部和身體兩側為紅棕色，背部顏色較淺，側線明顯，側線下方有數條深色橫條紋，尾柄黃色，尾鰭基部有一黑色小黑點，背鰭2個，尾鰭叉形，背鰭硬棘8枚、背鰭軟條9枚、臀鰭硬棘2枚、臀鰭軟條8枚，體長可達13.5公分，棲息在礁石區，夜間活動，屬肉食性，繁殖期時，雄魚具有口孵習性，卵約7日化成仔魚，由雄魚吐出，具短暫的仔魚飄浮期，生活習性不明。